# Isle of Skye

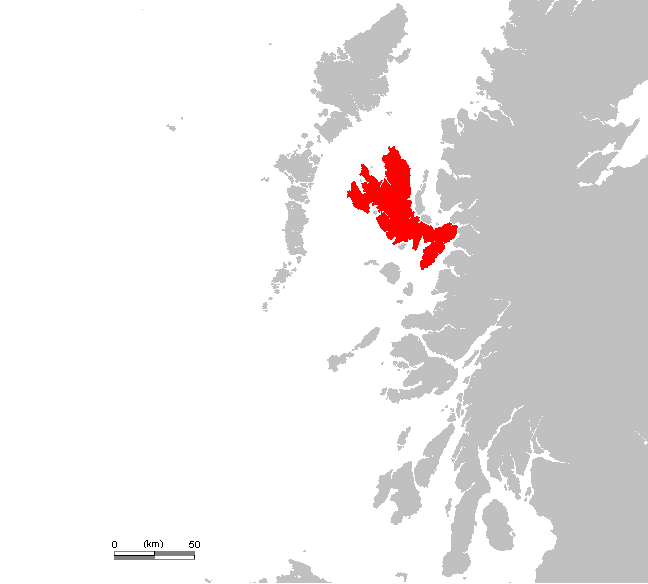
Läge i västra Skottland

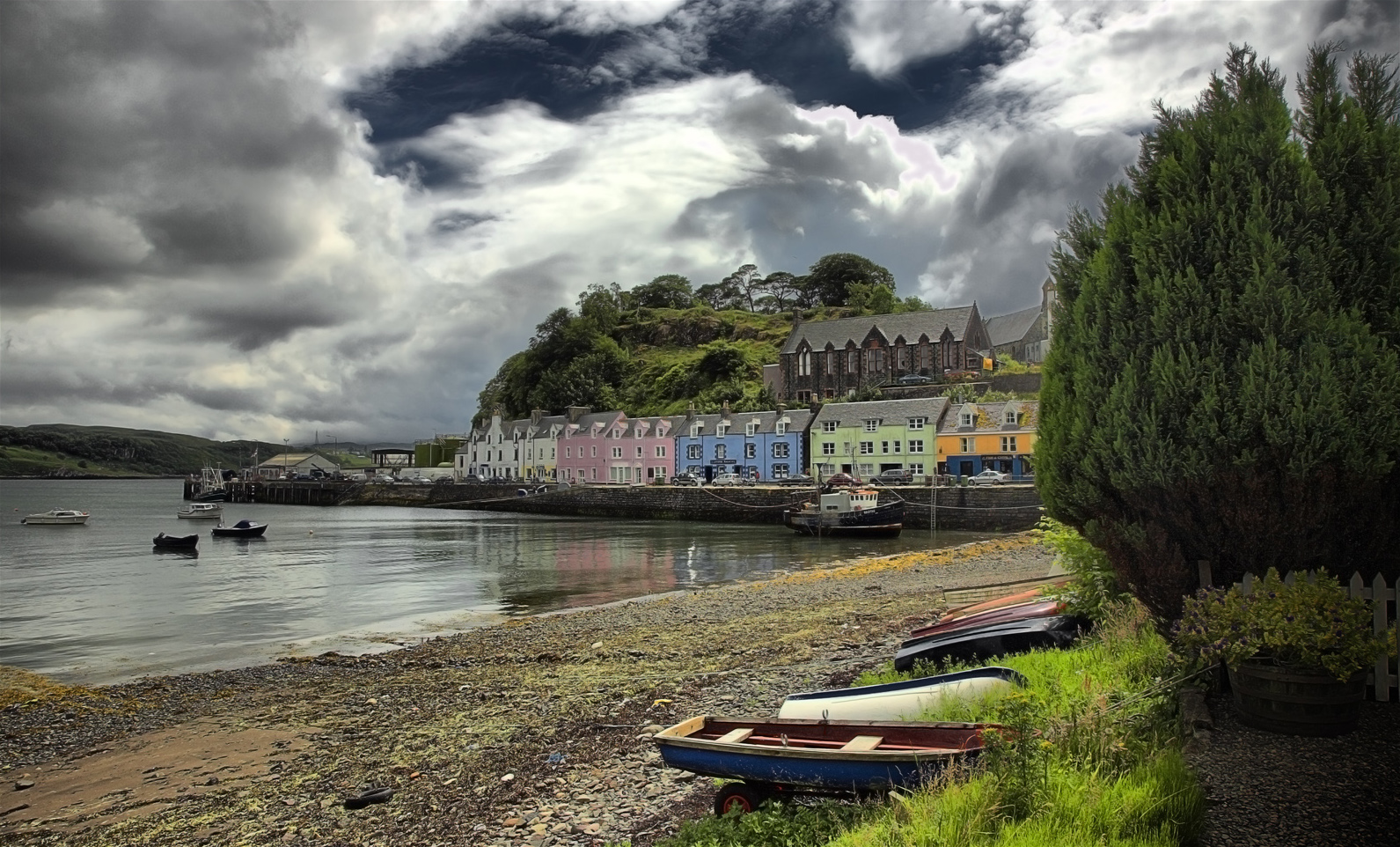
Portree, den största tätorten

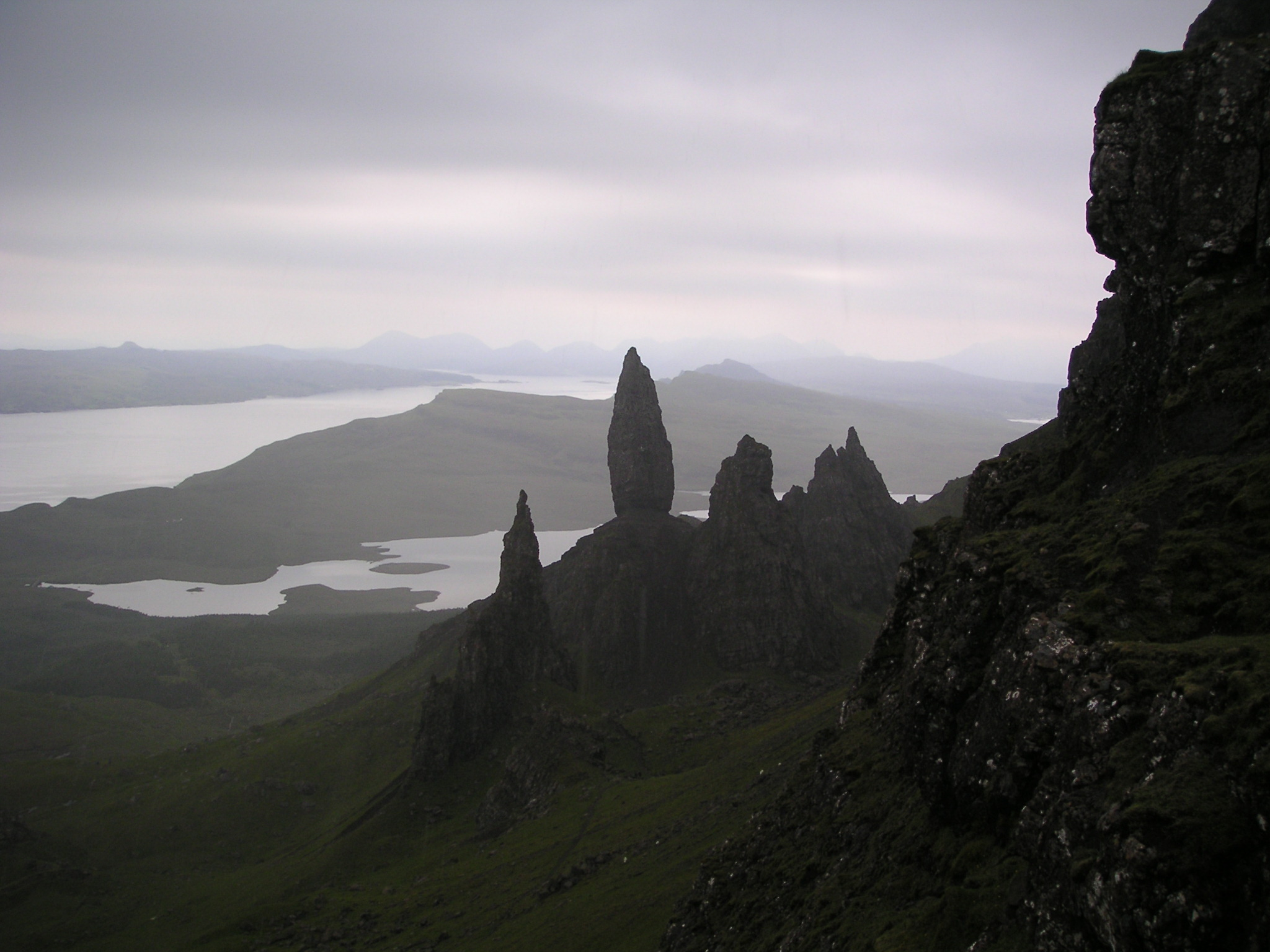
The Old Man of Storr, Skye

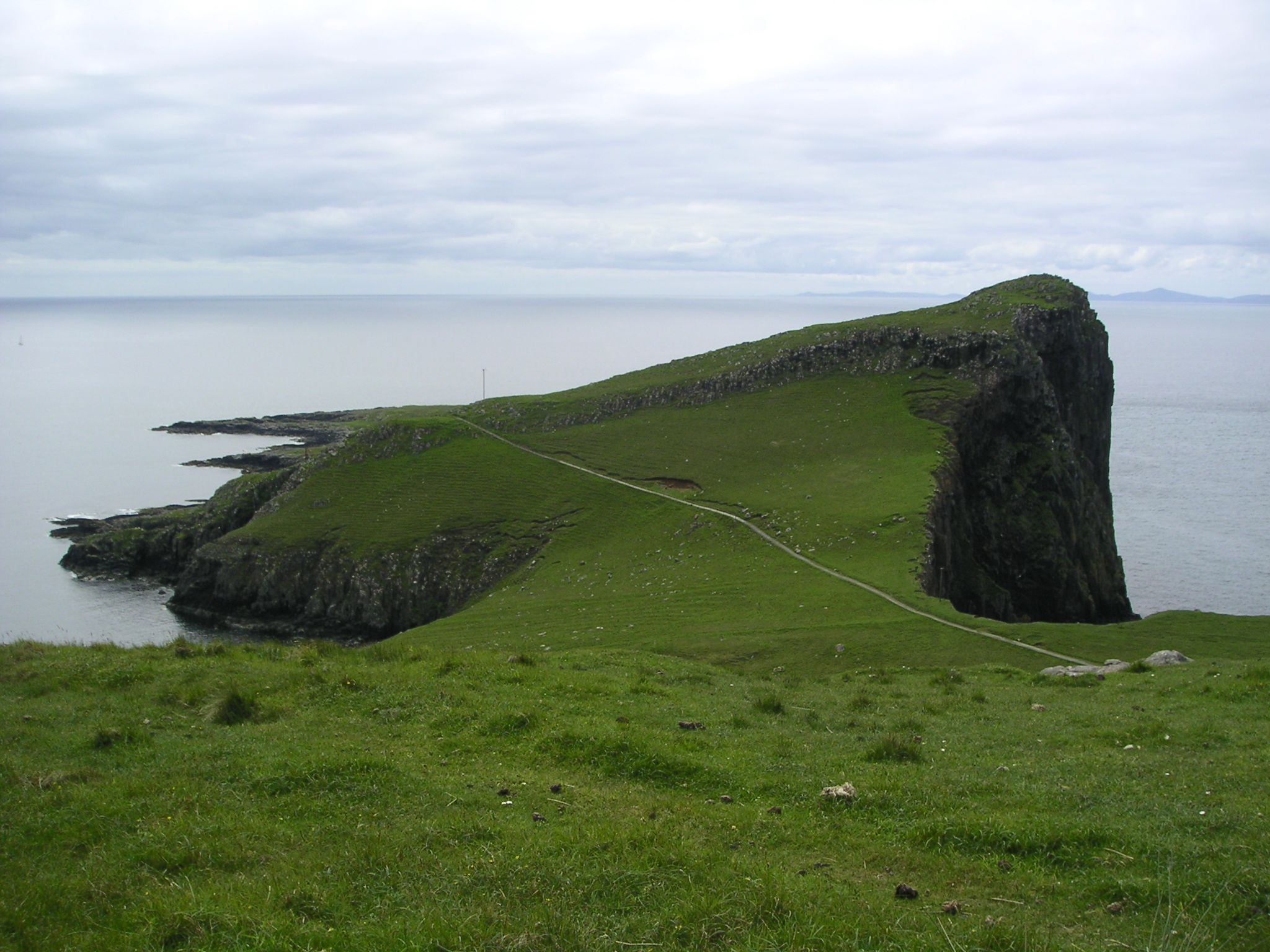
Neist Point

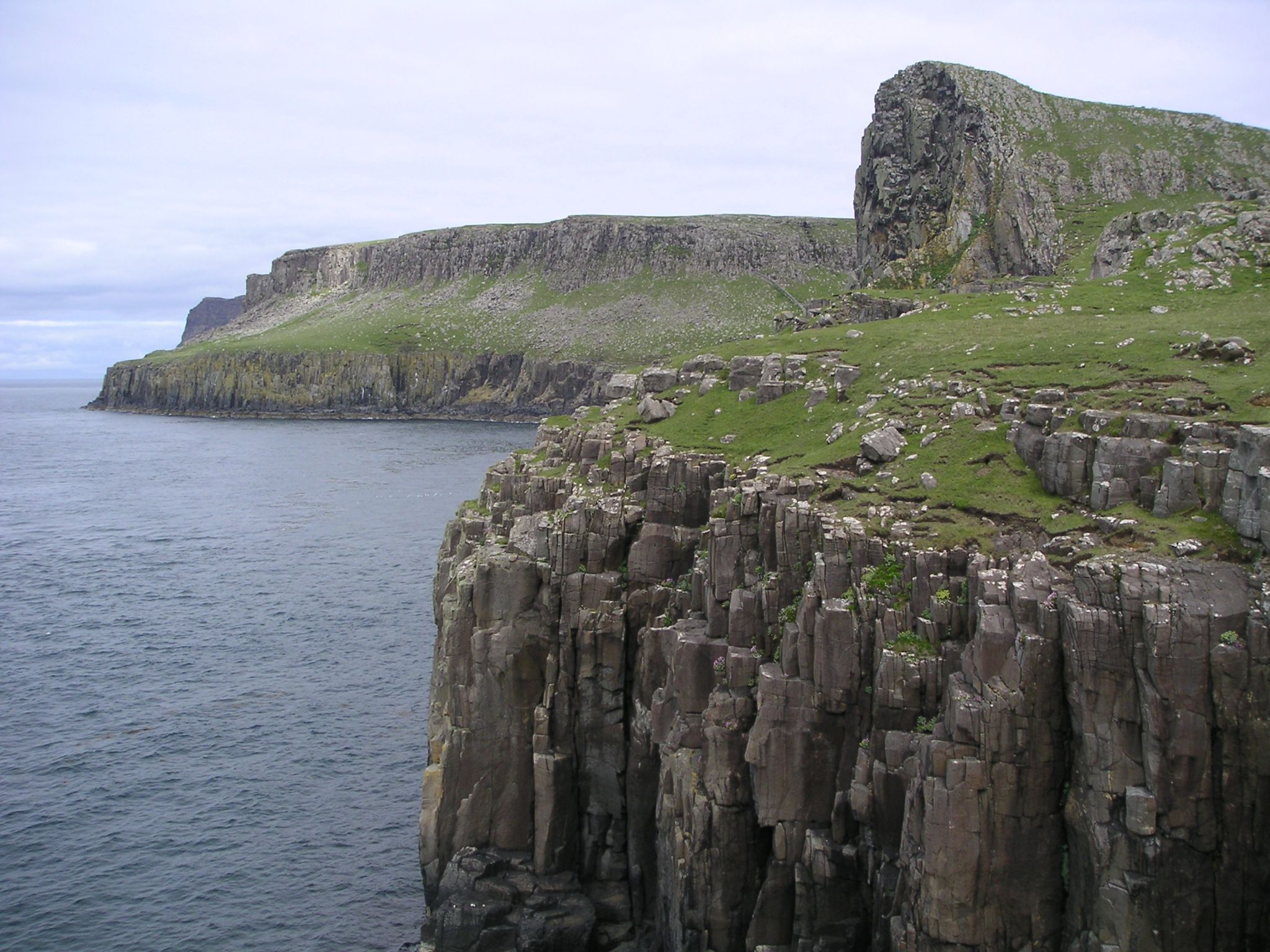
Klippor i närheten av Point Neist

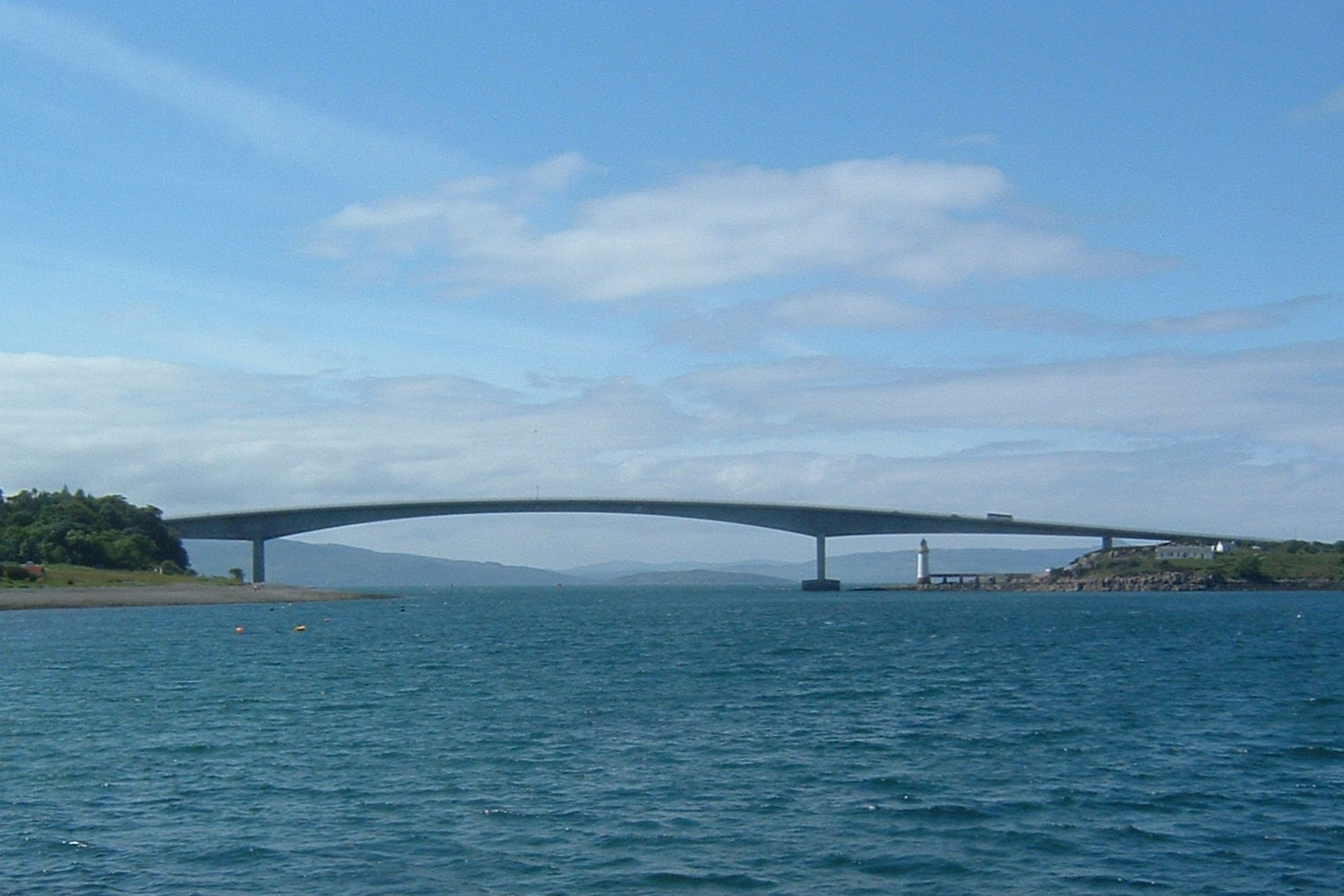
Skye Bridge, som förbinder ön med fastlandet

Isle of Skye eller Skye är den största och nordligaste ön i Inre Hebriderna. Den ligger i kommunen Highland och riksdelen Skottland, i den nordvästra delen av landet, 700 km nordväst om huvudstaden London. Arean är 1 656 kvadratkilometer. Ön har 10 008 invånare (2011).
Skye är sedan 1995 förbundet med det skotska fastlandet med en 500 meter lång bro, Skye Bridge. På ön ligger whiskydestilleriet Talisker.
Namnet Skye kommer troligen från fornnordiska skyey, ’molnön’, ett namn som ön ska ha fått av vikingar till följd av att den så ofta är täckt av dimma. Sky nämns bland annat i Heimskringla (i Magnus Barfots saga) samt i filmen Prometheus (film) av Ridley Scott från 2012. Mot fyren utspelar sig på ön.
Internationellt är ön troligtvis mest känd från sången Donald Where's Your Troosers med inledningsorden "I just went down from the Isle of Skye".
Terrängen på Skye är lite kuperad. Öns högsta punkt är 953 meter över havet. Den sträcker sig 76,9 kilometer i nord-sydlig riktning, och 68,7 kilometer i öst-västlig riktning.
Följande samhällen finns på Isle of Skye:
- Portree (huvudstad)[5]
- Bracadale
- Broadford
- Carbost
- Dunvegan
- Edinbane
- Elgol
- Flodigarry
- Glendale
- Isleornsay
- Kensaleyre
- Kyleakin
- Portnalong
- Staffin
- Struan
- Tarskavaig
- Uig
- Vatten

Klimatet i området är tempererat. Årsmedeltemperaturen i trakten är 4 °C. Den varmaste månaden är juni, då medeltemperaturen är 11 °C, och den kallaste är februari, med −2 °C.